# 秋明油田
秋明油田（俄語：Тюменская нефтяная）：位于俄罗斯西西伯利亚盆地秋明州东北部中鄂毕河流域的油田群，是俄罗斯第三大油田，于1961年首次发现。它实际上是一个油区，也是世界上少数超级油田之一，是仅次于中东的世界第二大超级含油气区。因其开发晚于前苏联的巴库油田和伏尔加—乌拉尔油田（第二巴库），故而又称“第三巴库”。

## 油气资源分布
秋明油田属西西伯利亚盆地中心构造区，沉积盖层为侏罗系、白暨系和上、下第三系。总沉积厚度4000一6000 m。局部构造主要是大型弯隆型隆起，如苏尔古特等。
油田面积达150万平方公里，远景储量240亿吨，其中探明储量约40亿吨。
油田内共发现150多个储油区，已开发的有40多个，其中重要的有萨莫特罗尔、乌斯季—巴雷克和萨雷姆等大型油产区。

## 发展历史
油产量自20世紀60年代到80年代持续增长，1989年达到高峰。于20世紀90年代初，其产量已超过4亿吨，已占當時全俄原油总产量的3/4左右。

## 運輸方式
西西伯利亚油田通过多条管道将原油输向俄罗斯各大炼油厂，进而把原油转运到黑海、波罗的海和太平洋沿岸油港，向国外出口。

## 其他
- 库巴油田